# Thüle

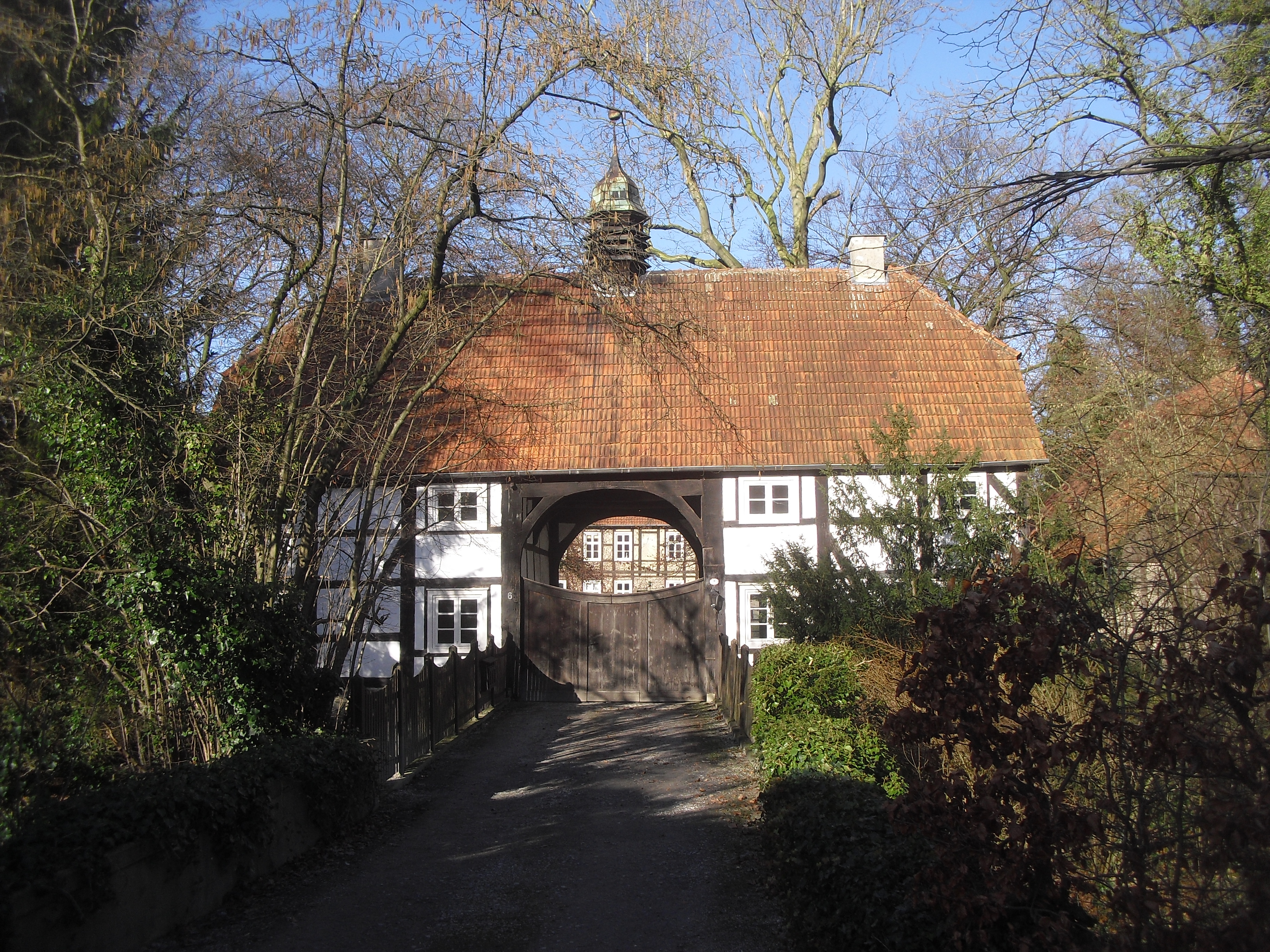
Torhaus von Haus Thüle

Thüle ist eine der ältesten Ortschaften der Stadt Salzkotten im Kreis Paderborn, Nordrhein-Westfalen. Die Ortschaft umfasst eine Fläche von 14,58 km² und hat 2043 Einwohner (Stand 31. Dezember 2022).

## Ortsname
Zur Zeit der Ersterwähnung wurde der Ort „Tiuhili“ genannt. Daraus haben sich der heutige hochdeutsche Name „Thüle“ und der niederdeutsche Name „Thuile“ entwickelt. Über die Etymologie des Namens besteht keine Einigkeit.

## Geographie

### Geographische Lage
Thüle liegt im Übergang von östlichem Hellwegraum zur Lippeniederung. Laut der heute meist benutzten Einteilung im Handbuch der naturräumlichen Gliederung Deutschlands liegt der Westen des Ortes in der Untereinheit 540.20 Obere Lippetalung, die zu der Teileinheit 540.2 Ostmünsterländer Sande, der Haupteinheit 540 Ostmünsterland und der Haupteinheitengruppe 54 Westfälische Bucht gehört. Der Osten des Orts liegt demnach in der Untereinheit 542.13 Geseker Unterbörde, die zu der Teileinheit 542.1 Unterer Hellweg, der Haupteinheit 542 Hellwegbörden und der Haupteinheitengruppe 54 Westfälische Bucht gehört. Die Grenze verläuft in einem Bogen vom Gut Wandschicht durch das Haslei im Süden des Ortes zur Kreuzung Laurentiusstraße – Thüler Straße, bis zur Einmündung der Eschenstraße östlich der Thüler Straße, von dort durch das Nordfeld zum Weg südlich des Hofes Nordhoff und von dort entlang des Weges zur Scharmeder Grenze.

### Ortsgebiet
Das Ortsgebiet des Dorfes umfasst eine Fläche von 14,58 km² mit einer West-Ost-Ausdehnung von 4,658 km und einer Nord-Süd-Ausdehnung von 4,749 km.
| Messpunkt             | Höhe über NN |
| --------------------- | ------------ |
| Kirche                | 97,735 m     |
| Gaststätte Lohre      | 94,780 m     |
| Thüler Str. bei Weber | 92,493 m     |

Im Süden wird der Rand des Hellwegraums überwiegend als Ackerland genutzt, während im Nordwesten das Grünland überwiegt. Der Glockenpohl genannte Wald im Norden des Ortes stellt das größte zusammenhängende Waldgebiet im Bereich der Oberen Lippeniederung dar. Dazu kommen mehrere kleinere Gehölze, zumeist Buchen-Eichen- oder Eichen-Birkenwälder und Baumbestände entlang von Gewässern und Wegen. Auch das Ortsbild selbst wird von hochaufragenden Bäumen sowie dem Wald um Haus Thüle bestimmt. Im Westen des Ortes befinden sich ehemalige Torfflächen, während weiter südlich der Thüler Moorkomplex als Kalkflachmoor mit seinen Feuchtwiesen unter Schutz steht. Im Norden des Ortes sollen an der Gunne in den Gunnewiesen Erlenbruchwald und Auwaldreste geschützt werden. Die letzte der im Norden des Ortes auf Podsol entstandenen Heideflächen wurde in den 70er Jahren in Ackerland umgewandelt.

### Gewässer
An Bächen sind Gunne, der auch Erlenbach oder Thüler Bike genannte Ellerbach, Delle, Liemeke und Benker Bach zu nennen. Die Delle mündet in den Ellerbach, der in die Gunne mündet, die in Boke in die Lippe mündet. Die Liemeke mündet ebenfalls in die Gunne. Der Benker Bach mündet in Verne in die Heder. Diesen Bächen sind einige Quellteiche zuzurechnen. Von Menschenhand wurden, gespeist vom Ellerbach, die Gräfte um Haus Thüle und der Mühlteich angelegt. Nördlich des Ortes findet sich ein kleiner Baggersee. An verschiedenen Stellen wurden Blänken neu angelegt. Verschwunden sind die Glockenpöhle und Röthekuhlen in dem Wald nördlich des Ortes und ein dort als Biotop angelegter Teich.

### Nachbarorte
Beginnend im Westen grenzt Thüle im Uhrzeigersinn an die Delbrücker Stadtteile Boke, Anreppen und Bentfeld, sowie die Salzkottener Stadtteile Scharmede, Salzkotten, Verne und Schwelle. Diese Orte gehören alle dem Kreis Paderborn an.

### Geologie
Im Bereich von Hellwegraum und Lippeniederung entstanden in der Kreidezeit Kalk- und Mergelstein als Sediment in Meeren. In der Eiszeit entstanden dann unter Gletschern und Inlandeis Grundmoränen, die hier über den genannten Gesteinen als Geschiebemergel und Kies erscheinen. Später lagerte der Wind hierüber an verschiedenen Stellen Löss und Sand ab. Die Thüler Böden bilden einen Übergang zur fruchtbaren Hellwegbörde, wobei die Braunerde stellenweise unterschiedlich aus Sand, Sandlöss, Verwitterungslehmen von Kalkschotter und Geschiebemergel zusammengesetzt ist.
In der Lippeniederung wurde durch die Lippe zusätzlich Sand und Kies aus der Senne herangeführt. Im Bereich von Flüssen und Bächen kam es auch zu alluvialen Ablagerungen und auch die Moore entstanden im Holozän. Durch den Wind wurde der Sand zu Dünen wie dem Thüler Emmersberg geformt, die heute weitgehend abgebaut sind. Aus den Sanden entstand Podsol, bei dem eine Ortsteinschicht das Wurzelwachstum behindert.

### Klima
Thüle gehört wie Ostwestfalen-Lippe insgesamt zum ozeanischen Klimabereich Nordwestdeutschlands, dem es geringe Temperaturgegensätze und milde Winter verdankt. Allerdings sind schon kontinentale Einflüsse wirksam. So liegt die Temperatur im Sommer höher und die Nächte sind kühler als in größerer Nähe zur Küste. An der Abmilderung der Niederschlagsmenge und der höheren Zahl an Sonnentagen sind allerdings auch die umliegenden Mittelgebirge beteiligt.
Die mittlere Jahresniederschlagsmenge (30-jähriges Mittel) beträgt 750 mm, die Jahresdurchschnittstemperatur 8,5 °C.

## Geschichte

### Vor- und Frühgeschichte
Der Wohnplatz von Thüle wurde in der Altsteinzeit als Lagerplatz und in der Frühen Kaiserzeit durch Germanen als Siedlungsplatz genutzt. Auch die dazwischen liegenden Perioden hinterließen Spuren in der Ortschaft. Keramikscherben der Trichterbecherkultur und Steinwerkzeug aus der Jungsteinzeit, Grabhügel der Mittleren Bronzezeit und Keramikscherben sowie Gräber aus der Vorrömischen Eisenzeit stellen allerdings keine große Fundmenge dar.

### Erste Erwähnung
Die erste urkundliche Erwähnung stammt aus den Jahren 826 bis 856 und besagt, dass ein Graf Bardo, vermutlich ein Bardone, seine Güter im Ort dem Kloster Corvey übertrug.

### Kirche
Der Kirchturm der St. Laurentius Pfarrkirche soll um 1020 errichtet worden sein, das im Nordschiff erhaltene romanische Kirchenschiff um 1200. Ein Taufbecken kann in das 13. Jahrhundert datiert werden.
1355 wird die Pfarrei Thüle zuerst erwähnt, 1437 das Pfarrhaus, das 1572 neu errichtet wird und 1574 ist mit Konrad Smedt erstmals ein Thüler Pfarrer namentlich bezeugt. Durchgehend sind die Namen ab 1637 bekannt.
Am 12. Juli 1591 wurde der Thüler Pfarrer wegen Zauberei mit dem Schwert hingerichtet. Ob eine 1629 und 1631 von den Bewohnern geforderte Hexenverfolgung stattfand, wird bezweifelt.
1664 wurde die heute noch erhaltene Bauernglocke gegossen und 1697 wurde eine Orgel angeschafft. 1716 zahlte Eberhard von Alten eine Erweiterung der Kirche und stiftete in den folgenden Jahren eine neue Ausstattung mit Altären, Kanzel, Ambo und Paramenten.
1726 kam es mit der Pfarrei Boke zum Streit, ob die Thüler Gemeinde eine Pfarrgemeinde oder eine Boker Vikarie sei. Das Offizialgericht bestätigte den Status einer Pfarrgemeinde. Zur Absicherung von Ansprüchen wurde daher 1727 die Pfarrchronik mit einem Rückblick bis 1637 angelegt.

### Adelssitz und Grundherrschaft
Im Mittelalter war das 1626 ausgestorbene Ministerialengeschlecht von Thüle im Ort ansässig. Durch Kauf und Erbfolge ging der Großteil deren Besitzes im Ort über die Herren von Hörde zu Boke an das Geschlecht von Alten über.
Haus Thüle und weitere Güter waren Lehen, mit denen die genannten Geschlechter von den Edelherren zur Lippe belehnt wurden. Weitere Lehnsherren der Herren von Thüle waren die Grafen von Rietberg, die Herren von Verne und von Oeynhausen.
1841 kaufte Ernst August I., König von Hannover Haus Thüle und 1848 erwarb Wilderich Freiherr von Ketteler das Rittergut. Zum 1. Oktober 1965 erfolgte der Verkauf des Gutes an Georg Ferdinand von und zu Brenken, dem heutigen Besitzer.
Weitere Grundherren waren der Bischof von Paderborn, das Domkapitel Paderborn, Abdinghofkloster und Busdorfstift in Paderborn, das Damenstift Geseke, die Herren von Schilder, von Verne, von Drewer, von Graffeln, von Oeynhausen, von Krevet und als weitere Erben der Herren von Hörde zu Boke die Freiherren von Fürstenberg.

### Herrschaft, Gemeinheit und Obrigkeit
Im Rahmen der Grafschaftsverfassung gehörte Thüle zu dem Gebiet, das von einem Adelsgeschlecht mit dem Leitnamen Ricdag und später von den Haolden verwaltet wurde. Solche Grafschaften wurden im Laufe der Zeit geradezu Eigentum des Adels und zersplitterten, da Rechte einzeln verlehnt oder weiterverlehnt wurden. So kamen Salzkotten und Verne, sowie einzelne Rechte in Thüle und Scharmede an das Bistum Paderborn, während andere Rechte an das Damenstift Geseke und die, wohl mit den Haolden verwandten, Grafen von Werl fielen, die sich später in die Grafen von Arnsberg und die Grafen von Rietberg teilten, die auch die Grafenrechte im späteren Küchenamt Boke unter sich teilten. 1368 erwarb das Erzstift Köln die Grafschaft Arnsberg. Auch die Edelherren zur Lippe hatten hier Rechte und Eigentum, wie z. B. das Geleitrecht und Haus Thüle.
| 1575 | Johann Richter |
| 1600 | Johann Rump    |
| 1664 | Georg Rump     |
| 1710 | Boriuß Witten  |
| 1741 | Henricus Voß   |
| 1766 | Henricus Voß   |

| 1710 | Otto Sallemeyer |          |
| 1731 | Syring          |          |
| 1741 | Papenkort       | Kesseler |
| 1751 | Tomasmeyer      | Stiek    |
| 1755 | Wiehemeyer      |          |

Um eine weitere Zersplitterung zu vermeiden, wurde die Verwaltung Unfreien überlassen, die sich zu den Ministerialen entwickelten, mit der Zeit als adlig galten und schließlich doch ihren Herren die Lehen entfremdeten. Konnten sie genug Rechte und Besitz sammeln, die sie von einer Burg aus verwalteten, sprach man von Herrschaft. Die Herren von Thüle waren solche Ministerialen, die aber von den Herren von Hörde verdrängt wurden, die sich um Störmede und im späteren Küchenamt Boke eine Herrschaft aufbauen konnten. Der Adel verwaltete seinen Besitz schließlich in Ämtern, damit er ihnen nicht wieder verloren ging. Dies Konzept übernahmen dann auch in ähnlicher Form die Landesherren.
Wichtige Bestandteile der Herrschaft derer von Hörde zu Boke waren in Thüle der Freistuhl an der Benker Linde, Haus Thüle, der Richterhof und die Mühle sowie das Barbruch mit dem Glockenpohl. Zudem befand sich in Thüle ein Untergericht des von Hördeschen Hausgerichts in Boke. Allerdings hatten auch Paderborner Bischof und Domkapitel einige Rechte in Thüle, wie z. B. einen Teil der Rechte an der Gogerichtsbarkeit und den Kückenhoff.
Politisch waren die Bewohner im Mittelalter und der Frühen Neuzeit als Gemeinheiten, also als Teilhaber an gemeinsamen Gütern, Einrichtungen und Rechten organisiert. An Amtsträgern gab es 2 Burmeister (Bauermeister), die von der Gemeinheit gewählt wurden. Ihnen gegenüber stand ein Richter, der von der Obrigkeit bestimmt wurde. Auch der Pfarrer hatte weltliche Aufgaben zu übernehmen.
An öffentlichen Einrichtungen gab es neben verschiedenen Allmenden eine Schule, deren erster erwähnter Lehrer 1654 Hermannus Zum Sunnder war, der den Bischof damals um ein Gehalt bat. Bemerkenswert ist eine Stiftung von 1694, die armen Kindern den Schulbesuch ermöglichte. Vor seinem Tod 1629 richtete Eberhard von Alten ein Armenhaus ein.
Nach dem Aussterben der Herren von Hörde zu Boke 1578 konnte der Bischof von Paderborn deren Herrschaft im Küchenamt Boke übernehmen, wodurch seine Landesherrschaft in diesem Bereich endgültig gesichert war. Die Ausübung der Landesherrschaft führte auch zu Konflikten mit der Thüler Gemeinheit. So musste man 1590 über Nutzungsrechte am Wald im Hasley verhandeln. Auch wurden von der Obrigkeit Vorstellungen in Bezug auf die Ordnung der Gemeinheit durchgesetzt, wenn z. B. 1751 die Freigetränke bei Wahlen gerügt wurden.

### Kriegsereignisse
Es seien hier nur einige Beispiele gegeben:
1356 wurde eine Fehde zwischen dem Knappen Alrad von Drewer und Johann von Ostinchusen um Thüler Höfe beigelegt. Alrad von Drewer erkannte zuvor bestrittene Besitzverhältnisse an und Johann von Ostinchusen verzichtete auf Schadenersatz wegen der Fehdehandlungen.
Ab 1591 zogen die in den Niederlanden kämpfenden Spanischen und Niederländischen Truppen fast jährlich nach Westfalen, um durch Plünderungen ihre Versorgung zu sichern. Von den Plünderungen war auch Thüle betroffen und Thüler Schützen wurden zur Abwehr aufgeboten.
Im Dreißigjährigen Krieg soll der Ort 1633 von Salzkotten belagernden Schweden unter Feldmarschall Dodo zu Innhausen und Knyphausen gebrandschatzt und niedergebrannt worden sein.
Der Siebenjährige Krieg brachte Requirierungen in solchem Maß, dass manche Höfe pleitegingen und sogar der Pfarrer in Anspruch genommen wurde, der allerdings später erreichte, dass die Gemeinheit ihn entschädigen musste.

### Wüstungen
Konflikte und Fehden des Spätmittelalter sollen zu der massiven Wüstungsbildung der Zeit beigetragen haben. Als weitere Ursachen gelten Seuchen, wirtschaftliche Entwicklungen sowie die Kleine Eiszeit. Auf Thüler Gebiet entstand 1 von 2 Wüstungen in dieser Zeit.
- Benkhausen oder Benchusen, gelegen zwischen Verne und Thüle wurde in einer Urkunde von 1437 als wüst bezeichnet. Aufgefundene Keramik stammt aus dem 10. bis 13. Jahrhundert.[29]
- Ostthüle wurde erst 1633 von Schwedischen Truppen zerstört. Die Bewohner zogen in die Nachbarorte Scharmede und Thüle.[30]

### Übergangszeit
Wie für andere Orte brachte die Zeit Napoleon Bonapartes und ihre Folgen auch für Thüle große Veränderungen. Von 1807 bis 1813 gehörte Thüle zum Kanton Salzkotten des  Departements der Fulda im Königreich Westphalen. Die wichtigste damals ins Werk gesetzte soziale und wirtschaftliche Veränderung war auch hier die Bauernbefreiung.
Zunächst aber änderte die strengere Durchsetzung der Schulpflicht in der neuen Schule aus dem Jahr 1800 das Leben der Kinder.
Wie in den vorhergehenden Zeiten brachten die Kriege der Zeit massive Belastungen. Neben erhöhten Steuern, Kriegskontributionen und der Versorgung und Einquartierung durchziehender Truppen, die hier wegen des Lippeübergangs im Nachbarort Boke 1813 besonders hart ausfielen, mussten Soldaten gestellt werden. 5 Thüler Soldaten kamen von Napoleons Russlandfeldzug 1812 nicht zurück, einer überlebte und nahm auf Seite der Verbündeten an der Völkerschlacht bei Leipzig teil, bevor er zurückkehrte und um 1840 in die USA auswanderte. Ein weiterer starb an einer Krankheit in Lille. Über das Schicksal der weiteren Thüler Wehrpflichtigen dieser Zeit ist nichts bekannt.
| 1806               | Ferdinand Kesseler   |
| 1807 bis nach 1817 | Clemens Syring Nr. 2 |

Zur Zeit des Hochstifts Paderborn war das Küchenamt für Thüle zuständig. Nach Übernahme des Fürstentum Paderborn durch Preußen 1802 wurde das Amt Boke dem Justizamt Neuhaus unterstellt. Im Königreich Westphalen wurde Thüle 1807 dem Kanton und Friedensgericht Salzkotten unterstellt. Seitdem sind Verwaltung und Gericht getrennt. Auch unter preußischer Verwaltung gehörte Thüle weiter zum Kanton Salzkotten, während das Friedensgericht zum Amtsgericht wurde.
Die preußische Herrschaft brachte für die örtliche Verwaltung keine großen Veränderungen. Nach der Verfassung des Königreichs Westphalen von 1807 wurden vom König in den einzelnen Orten, Munizipalität genannt, Maires ernannt, denen ein gewählter Munizipalrat zur Seite stand. In Thüle wurde 1808 der bisherige Burmeister Clemens Syring zum Maire ernannt. Nachdem Thüle 1813 wieder preußisch geworden war, wurden aus den Maires Ortsbeamte, die vom Landrat ernannt wurden. Erster Thüler Ortsbeamte war der bisherige Maire Clemens Syring. Ihm waren 8 Gemeinderäte zur Seite gestellt. 1816 kam Thüle zum neuen Kreis Büren.

### 19. Jahrhundert
Die Wirtschaftsformen der älteren Zeiten können nur anhand der allgemeinen Entwicklung vermutet werden. Im Hochmittelalter wird es z. B. auch hier zu einem Wechsel von vorwiegender Viehwirtschaft zu überwiegendem Ackerbau gekommen sein. Später wurde die Leinenherstellung bedeutend. Anlagen hierzu, vor allem Röthekuhlen, lagen nördlich und westlich des Ortes. In den ersten Jahrzehnten des Jahrhunderts übernahm der Kartoffelanbau die Rolle der Leinenherstellung.
1820 wurde das heutige Pfarrhaus errichtet und 1821 erhielt der Kirchturm nach einem Blitzschlag ein Behelfsdach.
In den dreißiger Jahren des Jahrhunderts kam es dann zu den Gemeinheitsteilungen. Dabei wurden die gemeinschaftlichen Güter an die Berechtigten verteilt. Der jeweilige Anteil bestimmte sich nach der Hofgröße, die kleineren Eigentümer gingen leer aus. In den zwischen den Orten liegenden Allmenden waren regelmäßig mehrere Gemeinheiten berechtigt. Thüle war im Rauschfeld, Barbruch, Riedenbruch, Verner Bruch und Benker Feld an Allmenden beteiligt. Wegen des Torfabbaus und der Röthekuhlen war das Rauschfeld von besonderer Wichtigkeit für die Wirtschaft des Ortes. Auch die Ostthüler Gemeinheit, die nach Umsiedlung der Bewohner bestehen geblieben war und Flächen im Mühlenbruch besaß, wurde jetzt geteilt.
Hierdurch verschlechterte sich die Situation der ärmeren Bevölkerungsanteile, die zuvor ihre Tiere in der Allmende weiden und mästen durften und jetzt keine genügenden Flächen besaßen. Zudem entstanden ausgleichende Arbeitsplätze erst im Laufe des Jahrhunderts mit der zunehmenden Bedeutung des Handwerks.
Hinzu kam in der Mitte des Jahrhunderts eine Häufung von Missernten, für die die Thüler Ortschronik neben dem Wetter die Kartoffelfäule, Mehltau, Mutterkorn und Mäuseplagen verantwortlich macht.
Zuvor war aufgrund staatlicher Förderung ein Aufschwung zu bemerken. Während die kommunale Selbstverwaltung wenig öffentliche Aufträge anbieten konnte, hatte der preußische Staat eine eigenwillige Fördermethode. Durch die großen Militärmanöver sollten ärmere Gegenden gefördert werden. In Thüle fand 1836 ein Korpsmanöver statt. Die Pfarrchronik lobt ausdrücklich, dass hier der Mammon mit dem Christentum im Einklang stand. Ein solches Ereignis brachte natürlich nur vorübergehende Besserung. Nachhaltiger wirkten günstige Kredite, die der Staat für Investitionen der Landwirtschaft zur Verfügung stellte. Auch die Nutzung der Schule für Handarbeits- und Landwirtschaftsunterricht diente der Verbesserung der Lebensgrundlage.
Die genannten Entwicklungen führten in Thüle zu Auswanderungen. Allein 1851 wanderten 55 Personen aus dem Ort nach Amerika aus, denen in den folgenden Jahrzehnten nochmals ebenso viele folgten. Erst die landwirtschaftlichen Neuerungen der folgenden Jahrzehnte und die Separationen zu Ende dieses und zu Anfang des nächsten Jahrhunderts, bei denen die Ackerflächen günstiger aufgeteilt wurden, brachten wieder einen größeren Aufschwung.
Wichtig für den Ort war auch das Wirken der Familie von Ketteler. Sie führte auf Haus Thüle regelmäßige Armenspeisungen durch und half zur Zeit von Seuchen bei der Pflege von Kranken. Wilderich von Ketteler führte im Ort durch sein Vorbild und durch Informationsweitergabe neue landwirtschaftliche Methoden, wie neue Kulturpflanzen und tiefere Pflüge ein, die langfristig zu besseren Erträgen führten.
Verdient machte sich auch der langjährige Ortsvorsteher Josef Syring. Als er kinderlos starb, vermachte er denen, die bei der Gemeinheitsteilung leer ausgegangen waren insgesamt 57 Morgen Bruchland und stiftete 15,5 Morgen für die Armenkasse.
Von Kriegen wurde der Ort selbst nicht direkt betroffen, in den Einigungskriegen mussten aber auch Thüler dienen. 5 von ihnen fielen.
| vor 1824–1830 | Bernard Ridder vulgo Pieper            |
| 1830–1839     | Ferdinand Schlüter                     |
| 1839–1841     | kommissarisch Kantonsbeamter Kirchhoff |
| 1841–1857     | Stephan Thomsmeyer                     |
| 1857–1863     | Josef Syring (Nr. 2)                   |
| 1864–1870     | Franz Wigge                            |
| 1870          | kommissarisch Heinrich Schwerter       |
| 1870–1880     | Josef Syring (Nr. 2)                   |
| 1880–1886     | Wilhelm Hupe vulgo Laag                |
| 1886–1892     | Joseph Syring vulgo Vierfuß            |
| 1892–1895     | Heinrich Schwerter                     |
| 1895–1899     | Clemens Syring vulgo Pieper            |

Veränderungen gab es auch hinsichtlich der Verwaltung. Die Kantone wurden ab 1841 Ämter genannt. Seit 1857 wurden die Ämter Boke und Salzkotten in Personalunion verwaltet, wobei der sich der Doppelname Amt Boke-Salzkotten einbürgerte. Formal wurden die beide Ämter in den 1930er Jahren zum Amt Salzkotten-Boke zusammengeschlossen.
Durch die Landgemeindeordnung für Westfalen von 1841 wurde als Bezeichnung für die Ortsbeamten Ortsvorsteher festgelegt. Sie sollten nunmehr vom Landrat aus den Reihen der Gemeinderäte bestimmt werden. Die Zahl der Gemeinderäte wurde auf 6 reduziert. 1856 bestimmte die Landgemeindeordnung der Provinz Westfalen, dass die Ortsvorsteher vom Gemeinderat gewählt und vom Landrat bestätigt werden.
Da die Schule zu klein geworden war, wurde 1868 ein neues Schulgebäude mit Lehrerwohnung aus Backstein statt Fachwerk errichtet, das schon 1878 erweitert werden musste. 1895 kam ein weiteres Schulgebäude mit angebautem Lehrerwohnhaus hinzu.
Vom Kulturkampf war Thüle wenig betroffen, da nach dem Tod Pfarrer Köhnes 1880 weiterhin der Vikar Borgmeyer vor Ort war, bis dieser 1886 zum Pfarrer ernannt werden konnte. Auch aufgrund seiner Anstrengungen wurde die St. Laurentius Pfarrkirche 1897/98 zu heutiger Gestalt erweitert.

### 20. Jahrhundert bis zur Kommunalen Neugliederung
| 1899–1920 | Heinrich Klocke                          |
| 1920–1928 | Klemens Rittmeister                      |
| 1928–1939 | Konrad Sonntag (Nr. 59)                  |
| 1939–1946 | Heinrich Grundmeier                      |
| 1946      | kommissarisch Georg Klocke               |
| 1946–1949 | Heinrich Sonntag vulgo Schmieds (Nr. 47) |
| 1949–1975 | Josef Rempe                              |

### Eingemeindung
Am 1. Januar 1975 wurde Thüle aufgrund des Sauerland/Paderborn-Gesetzes vom 5. November 1974 nach Salzkotten eingemeindet. Gleichzeitig kam die Stadt Salzkotten zum Kreis Paderborn.
| 1975–1979 | Herbert Berhorst   |
| 1979–2001 | Herman Voss        |
| seit 2001 | Marietheres Strunz |

Das Amt Salzkotten-Boke wurde bei der Kommunalen Neugliederung aufgelöst, da die Städte und Gemeinden jetzt den Kreisen direkt untergeordnet sind. Thüle ist ein Stadtteil Salzkottens, und der von den Bürgern gewählte Stadtrat wählt für die Stadtteile Ortsvorsteher. Rechtsnachfolgerin des Amtes Salzkotten-Boke und der Gemeinde Thüle ist die Stadt Salzkotten.

### Entwicklung seit der Kommunalen Neugliederung
Auch danach nahm Thüle an den allgemeinen Entwicklungen teil. Das Höfesterben und der Zuzug Ortsfremder, nicht zuletzt von Bürgern der Neuen Bundesländer, veränderte den Ort. Auch der Geburtenrückgang und die Veränderung der Lebensläufe haben in dem von Vereinen geprägten Ort Bedeutung.
In den achtziger Jahren waren die Ansiedlung des Golfclubs Paderborner Land und die Ausweisung von Naturschutzgebieten wichtige Themen, die durch Erweiterungen von Golfplatz und Naturschutzgebieten und der Einrichtung neuer Schutzgebiete aktuell blieben. Seit den neunziger Jahren konnten einige Baugebiete ausgewiesen werden.
Beispiele für die Entwicklung der Infrastruktur:
- Errichtung einer öffentlichen Wasserversorgung 1979
- Errichtung von Bürgerhaus, Mehrzweckhalle und Sportheim 1989
- Erweiterung des Feuerwehrhauses 2007
- Erweiterung des Kindergartens und Einrichtung eines Familienzentrums 2008
- Erweiterung der Schule zum Haus der Zukunft mit 2 Proberäumen 2009
- Eröffnung eines privaten Waldkindergartens nördlich des Ortes 2009
- Breitbandausbau der Internetverbindung 2012

Im Gegensatz zur Vergangenheit leben wir in friedlichen Zeiten, so dass von Feiern statt von Verlust und Leid berichtet werden kann. Erwähnt seien exemplarisch die Erringung des Titels Bundesgolddorf im Wettbewerb Unser Dorf soll schöner werden 1995 und die Feier des 1150-jährigen Ortsjubiläums 2006.

### Einwohnerentwicklung
Zum Jahr 1654 ist eine Schätzung aufgrund von Angaben eines Visitationsprotokolls möglich. Demnach lebten in Thüle damals ungefähr 400 Personen.
Aus dem Jahr 1770 hat sich ein Höfeverzeichnis mit Angaben zu den Bewohnern erhalten:
| Meierqualität    | Familie, erwachsen | Dienstboten | Beilieger (davon Kinder) | Kinder über 12 | Kinder unter 12 | Summe |
| ---------------- | ------------------ | ----------- | ------------------------ | -------------- | --------------- | ----- |
| Vollmeier        | 10                 | 8           | 0 (0)                    | 8              | 5               | 31    |
| Halbmeier        | 54                 | 15          | 22 (3 oder 4)            | 22             | 39              | 152   |
| Viertelmeier     | 42                 | 4           | 10 (1)                   | 17             | 37              | 110   |
| Achtelmeier      | 18                 | 0           | 2 (0)                    | 6              | 12              | 38    |
| Sechzehntelmeier | 28                 | 2           | 7 (1)                    | 7              | 20              | 64    |
| Summe            | 152                | 29          | 41                       | 60             | 113             | 395   |

7 der Bewohner werden als Pauperes, lateinisch für „Arme“, bezeichnet.

Einwohnerentwicklung von 1818 bis 2015 nach nebenstehender Tabelle

| Jahr      | 1818 | 1831 | 1837 | 1843 | 1849 | 1852 | 1858 | 1867 | 1871 | 1885 | 1895 |
| Einwohner | 598  | 642  | 665  | 738  | 778  | 788  | 741  | 778  | 765  | 798  | 812  |

| Jahr      | 1905 | 1925 | 1933 | 1939 | 1946 | 1950 | 1957 | 1961 | 1963 | 1965 | 1972 | 1975 | 1977 | 1980 | 1985 | 1989 | 1995 | 1999 |
| Einwohner | 914  | 1034 | 1069 | 998  | 1489 | 1389 | 1284 | 1325 | 1382 | 1351 | 1385 | 1380 | 1416 | 1449 | 1496 | 1474 | 1583 | 1815 |

| Jahr      | 2001 | 2006 | 2007 | 2010 | 2012 | 2015 |
| Einwohner | 1862 | 1912 | 1896 | 1910 | 1992 | 2022 |

## Religion
| Religion               | Anhänger | Anhänger in % |
| ---------------------- | -------- | ------------- |
| Römisch-Katholisch     | 1469     | 73,86         |
| Evangelisch            | 223      | 11,21         |
| Evangelisch-Lutherisch | 10       | 0,5           |
| Evangelisch-Reformiert | 3        | 0,15          |
| Sonstige               | 3        | 0,15          |
| Ohne Angabe            | 281      | 14,13         |
| Summe                  | 1989     | 100           |

Der Ort ist traditionell katholisch und auch heute ist die Mehrheit der Thüler Bevölkerung römisch-katholisch und gehört zur Pfarrgemeinde Sankt Laurentius Thüle im Pastoralverbund Heder-Gunne-Lippe, der zum Dekanat Büren-Delbrück im Erzbistum Paderborn gehört. 2014 wurden die Pastoralverbünde im Stadtgebiet von Salzkotten zum Pastoralen Raum Salzkotten zusammengefasst. Im Gemeindeleben spielen Vereine eine wichtige Rolle. Zu nennen sind die Caritas-Konferenz Thüle, die Katholische Frauengemeinschaft Thüle und die St. Laurentius Schützenbruderschaft Thüle.
Die evangelischen Christen gehören zur Evangelischen Kirchengemeinde Salzkotten im Evangelischen Kirchenkreis Paderborn, der zur Evangelischen Kirche von Westfalen gehört.

## Politik

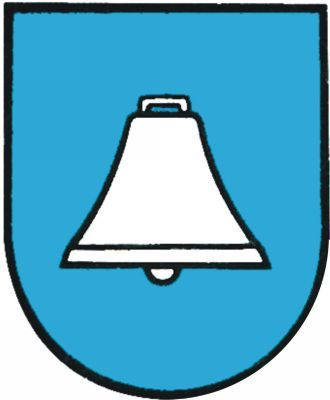
Thüler Ortswappen

### Stadtratswahl
Bei der letzten Ratswahl erreichten die Parteien in Thüle folgende Ergebnisse:
| Partei        | CDU   | SPD   | FDP  | Grüne | Die Linke |
| Stimmenzahl   | 565   | 248   | 65   | 47    | 16        |
| Prozentpunkte | 60,21 | 26,24 | 6,88 | 4,97  | 1,69      |

### Ortsvorsteher
Ortsvorsteherin ist seit 2001 Marietheres Strunz.

### Wappen
Das Thüler Ortswappen zeigt "in Blau eine silberne Glocke". Es wurde am 2. März 1967 vom Innenminister des Landes Nordrhein-Westfalen verliehen und soll an die Thüler Glockensage erinnern.

## Kultur und Sehenswürdigkeiten
(Anmerkung:)

### Bedeutung der Vereine

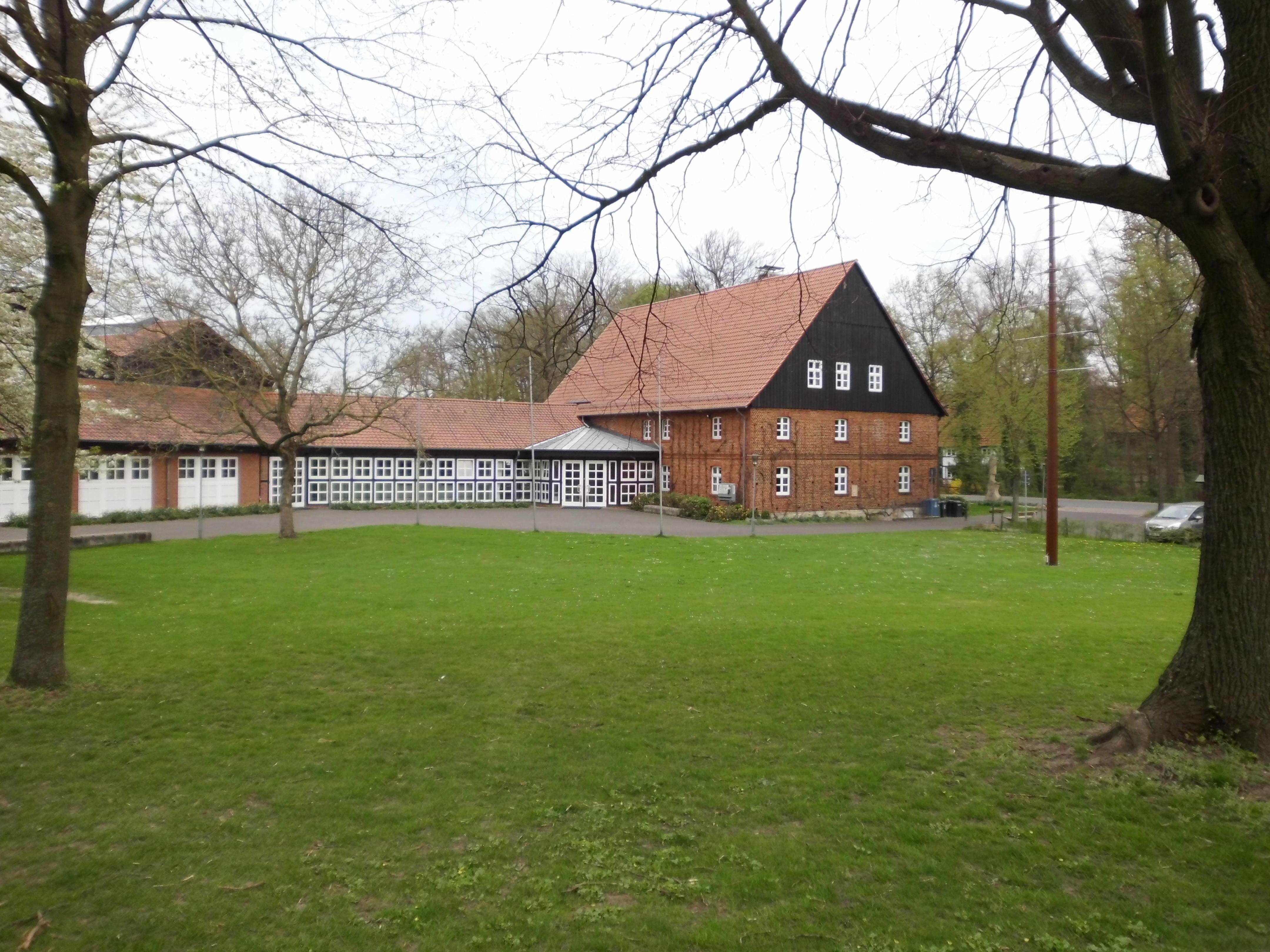
Bürgerhaus mit Mehrzweckhalle in Thüle

Das Gesellschaftsleben des Ortes wird von einer Vielzahl von Vereinen getragen. Das Bürgerhaus mit der angegliederten Mehrzweckhalle ermöglicht Veranstaltungen im kulturellen Bereich. Auch bei der oft von ihnen übernommene Pflege öffentlicher Grünanlagen und der Unterstützung der öffentlichen Einrichtungen und Bildungsinstitutionen sowie der Ermöglichung von Gemeinschaftsprojekten spielen sie ihre Rolle.

### Ortsmundart
Die niederdeutsche Thüler Ortsmundart gehört zur Gruppe des Paderbornischen Platts innerhalb des Westfälischen. Sie wird von den Sprechern als Thuiler Platt bezeichnet und von einem Plattdeutschkränzchen gepflegt.
Das folgende Beispiel stammt aus einem Gedicht über die Sintflut:
Diu ssast die buggen en Ssgiep, ganz graut,
Do kannst'e dann in kriupen,
Do sisst'e druige, in hiäst kiärne Nauth;
De Annern ssöllt verssiupen.
Dien Frugge un Kinner un Frünnskopp niem mit,
Dann dei ssöllt auk verssiupen nit.

### Theater
Jeweils zu Jahresbeginn dient die Bühne in der Mehrzweckhalle als Welt für die Auftritte der Heimatbühne Thüle 1964 e. V., die regelmäßig ausverkauft sind. Es werden Komödien unterschiedlichen Anspruchs aufgeführt. Neben einer guten schauspielerischen Leistung wird auch auf einen hervorragenden Bühnenbau Wert gelegt.
Zum Repertoire der Paderborner Puppenspiele gehört das Stück Die Teufelsglocke von Thüle von Robert Husemann, dass von der Thüler Glockensage inspiriert ist.

### Musik
Mit dem Musikverein Thüle, dem Spielmannszug Thüle und dem Gesangverein Sangeslust existieren 3 musiktreibende Vereine. Spielmannszug und Musikverein verfügen über eigene Proberäume, während der Gesangverein das Bürgerhaus für Proben nutzt. Regelmäßig und auch gemeinsam bieten diese Vereine Konzerte an. Hervorgehoben seien hier Frühjahrs- und Adventskonzert. Der Heimatverein Thüle veranstaltet seit einigen Jahren Soulkonzerte.

### Bauwerke

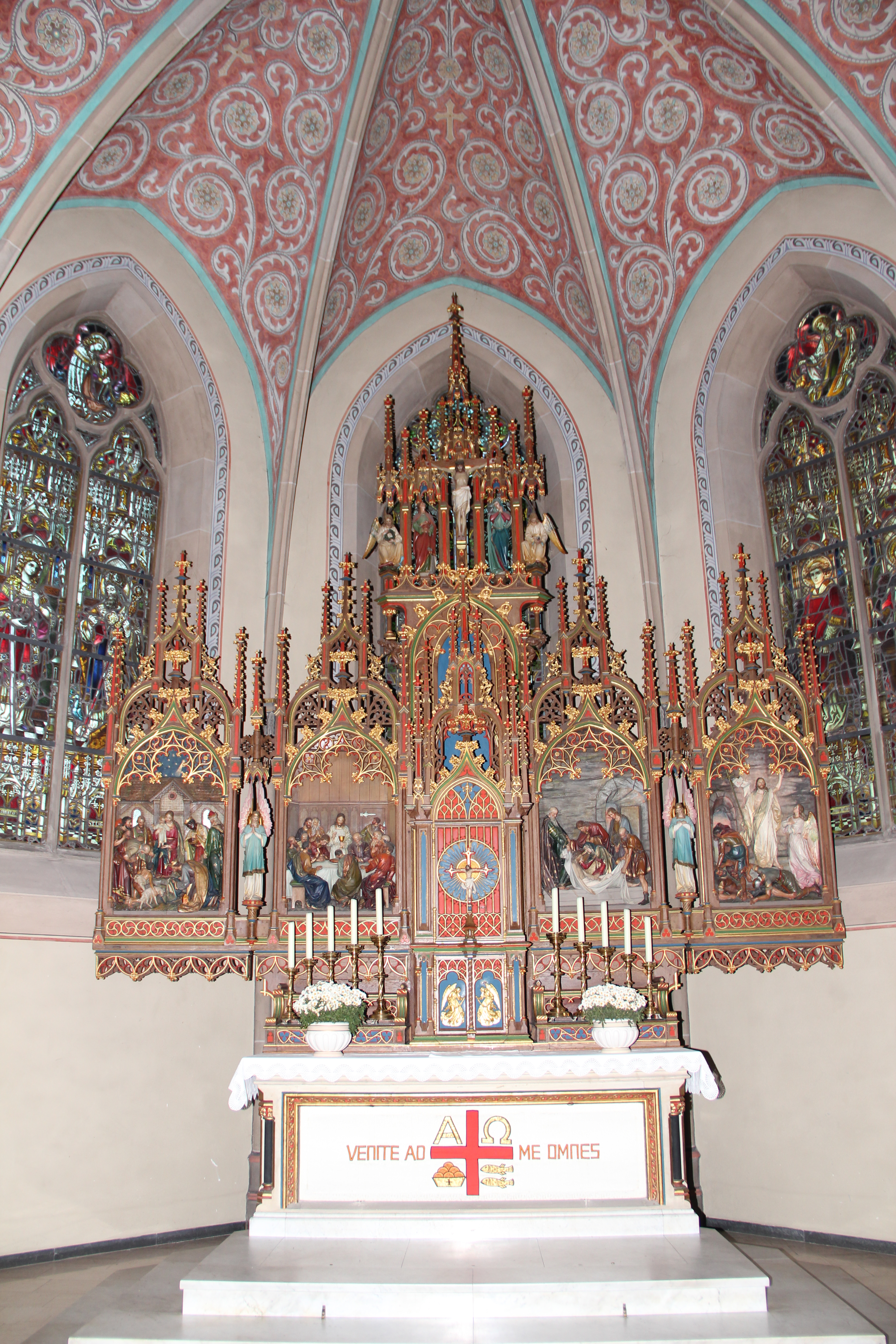
Hochaltar der Kirche St. Laurentius

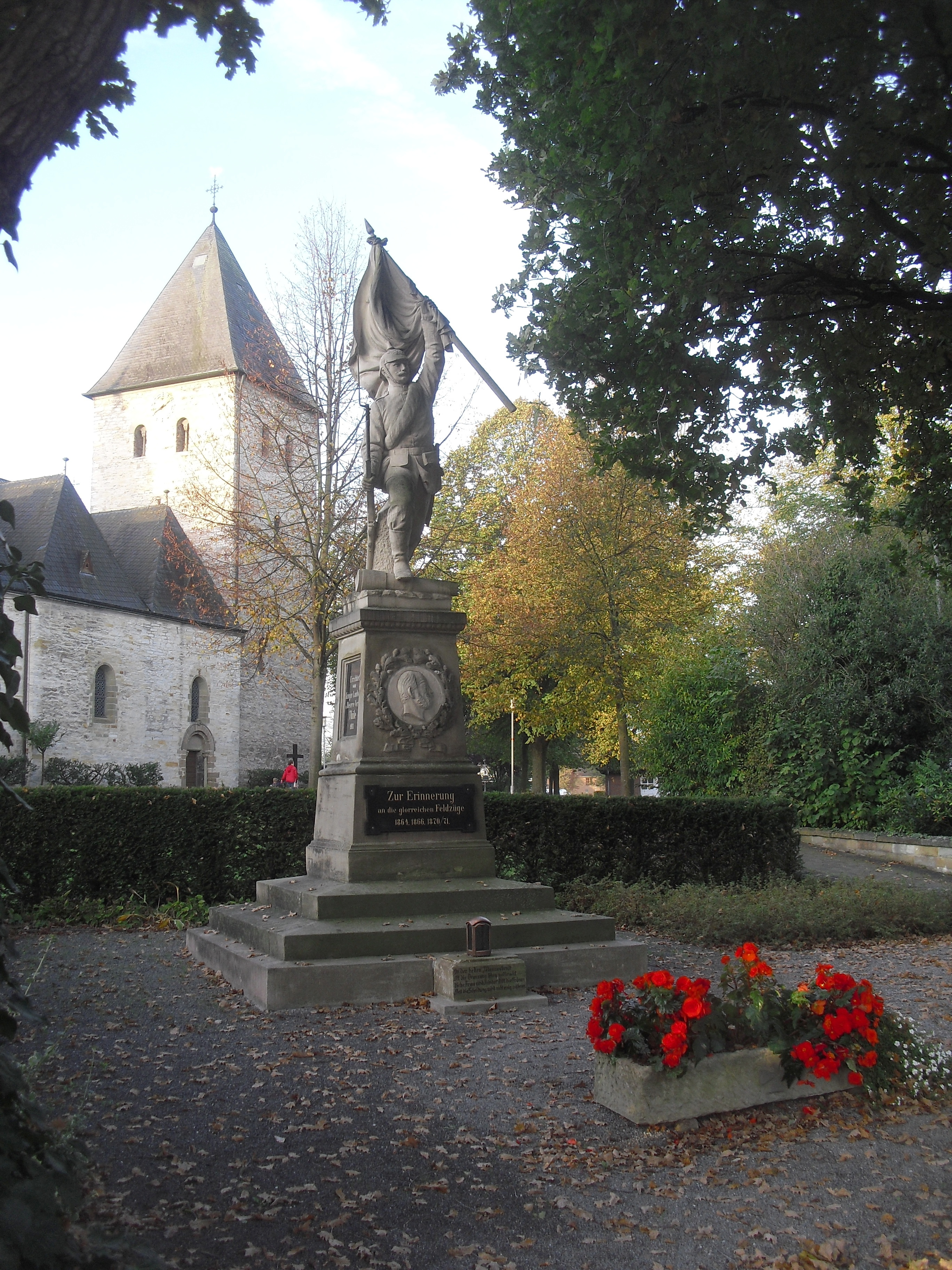
Kriegerdenkmal von 1913

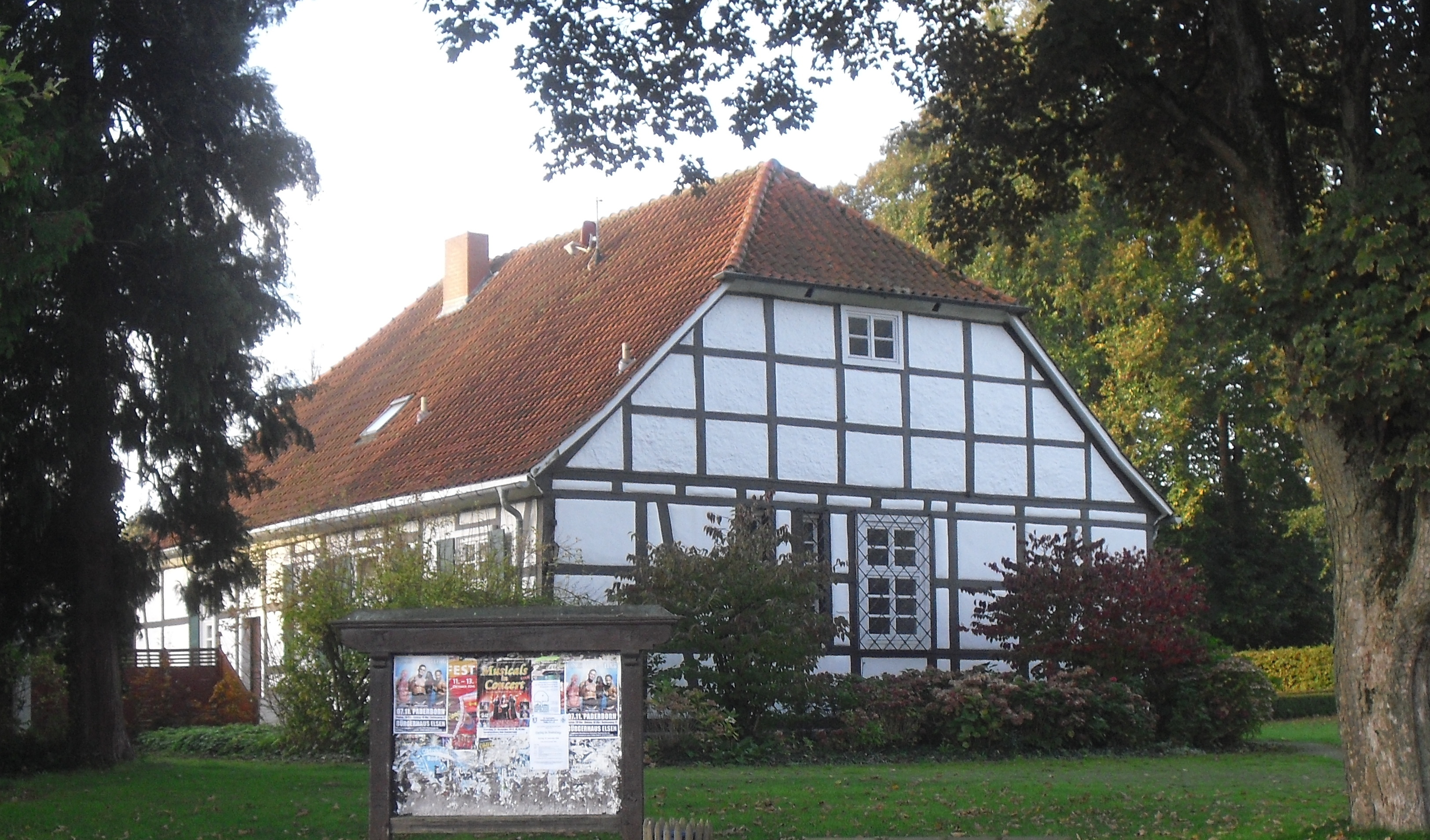
Pfarrhaus der St. Laurentius Pfarrgemeinde

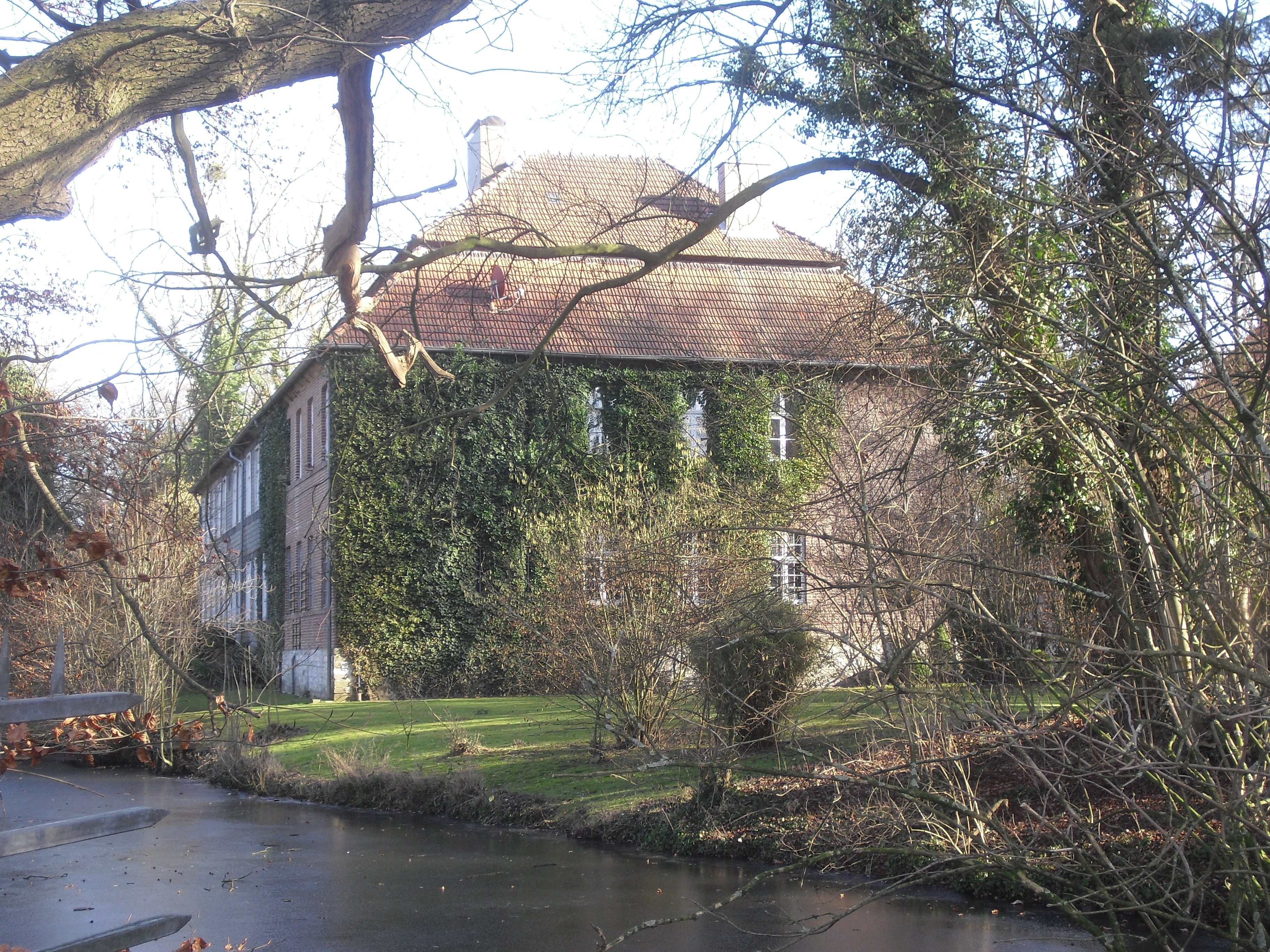
Haus Thüle von Westen

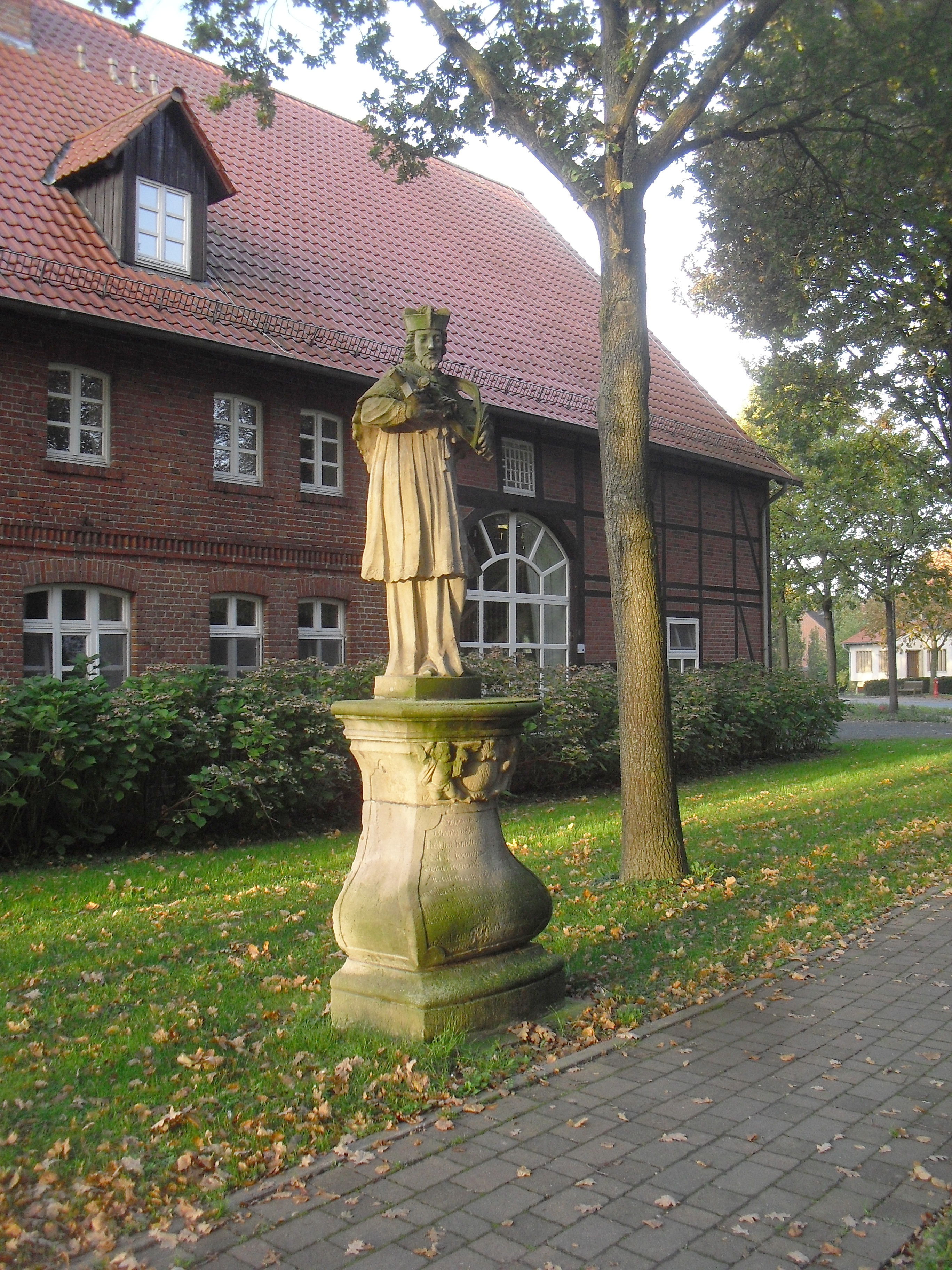
Nepomukstatue von 1754

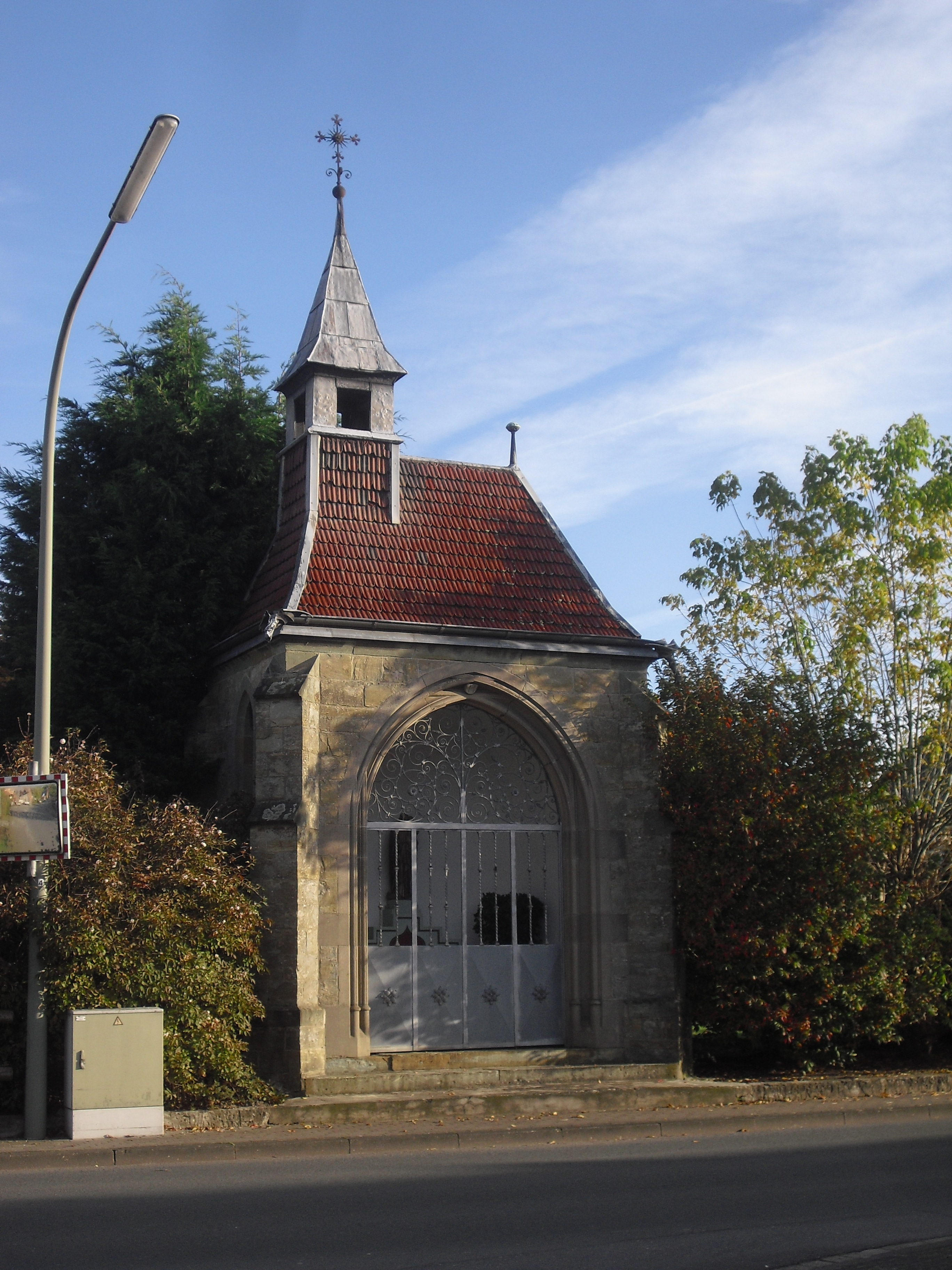
Wegekapelle Eschenstraße

siehe auch Liste der Baudenkmäler in Salzkotten – Thüle
Sehenswert ist die St.-Laurentius-Pfarrkirche mit ihrer neugotischen Ausstattung und Ausmalung. Der Kirchturm, erbaut um 1020, ist der älteste im Gebiet des Altkreises Büren.
Vor der Kirche steht das 1913 geschaffene Kriegerdenkmal. Es zeigt einen Infanteristen des 16. Regiments, der die der Hand des erschossenen Fähnrichs entfallene Fahne ergriffen hat und empor hält. Es erinnert an die Gefallenen der Einigungskriege. Eine an der Rückseite angebrachte Tafel für die Gefallenen des 1. Weltkriegs wurde entfernt, als 1957 ein neues Denkmal für Opfer beider Weltkriege entstand.
Das neue Denkmal, errichtet für die Opfer von Krieg und Gewalt, steht neben dem Alten. Auf einer Mauer, an der die Namen der Opfer angebracht sind, steht eine Pietà, die von dem Erzengel Michael und dem hl. Georg flankiert wird.
Auch das einstöckige Pfarrhaus aus Fachwerk von 1820 ist erwähnenswert.
Durch den noch heute vorhandenen Adelssitz Haus Thüle, der im Wesentlichen von der Familie von Alten 1623–1730 erbaut wurde, mit dem angegliederten Schlosspark hat Thüle eine der schönsten Eingrünungen im Stadtgebiet.
Gegenüber der Brücke zu Haus Thüle steht eine Statue des hl. Johannes von Nepomuk aus dem Jahre 1754. Der Heilige wurde von einigen Mitgliedern der Familie von Alten besonders verehrt. Eberhard von Alten reiste z. B. 1727 und 1728 zweimal nach Rom, um für die St. Laurentius Pfarrgemeinde Reliquien des Heiligen und einen vollkommenen Ablass zum Fest des Heiligen zu beschaffen, nachdem er diesem Heiligen schon 1726 einen Altar weihen ließ.
Von den Kapellen, Heiligenhäuschen und Wegekreuzen gelten einige als Denkmal. Als ursprünglich gelten einige kleine schlichte weiß verputzte Heiligenhäuschen mit Satteldach, von denen einige je nach Autor auf das 17. oder 18. Jahrhundert zurückgehen sollen. Erhaltene historische Figuren werden heute an sicheren Orten aufbewahrt.
Im Jahr 1976 ist der Thüler Glockenbrunnen in Erinnerung an die Glockensage erbaut worden. Anlass zum Bau des Brunnens durch die Dorfgemeinschaft war das Kreisschützenfest. Er befindet sich unmittelbar an der Kreuzung Westernstraße / Thüler Straße gegenüber vom Pfarrhaus. Der Brunnen ist als kreisrunde gepflasterte Mulde angelegt mit einer Glocke in der Mitte. Der Klöppel ist der alten Glocke von 1664 entnommen worden, die Aufschrift "ANNO 1664" wurde allerdings nachträglich aufgebracht. Um die Glocke herum sind vier Fontänen angeordnet, jeweils eine in jeder Himmelsrichtung.

### Naturdenkmäler und Naturschutzgebiete

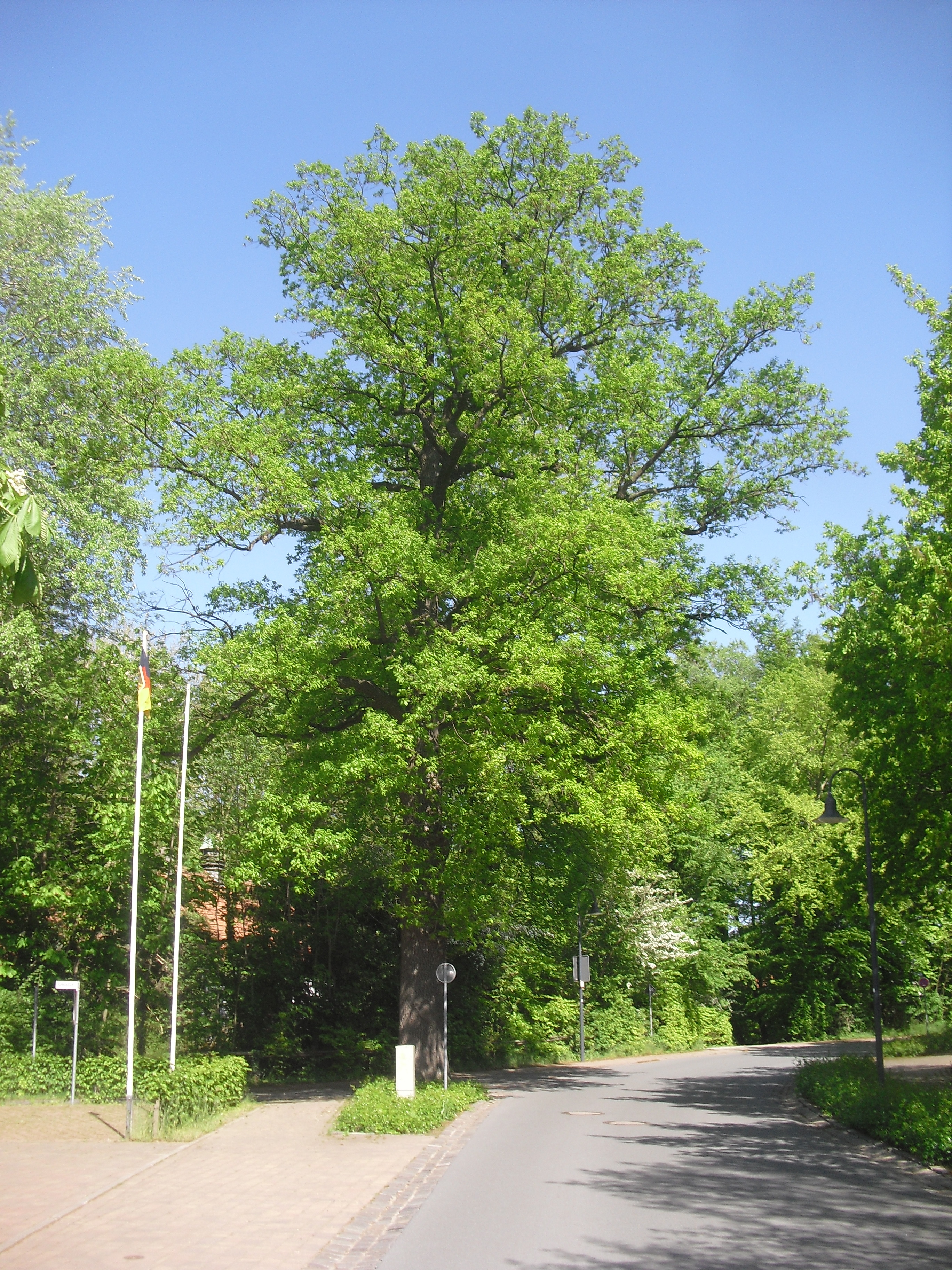
Eiche an der Westernstraße

Für Thüle sind zwei Naturdenkmäler verzeichnet:
Beim Katharinen-Heiligenhäuschen am Stangenweg im Nordfeld gegenüber dem Sportplatz stehen die 3 'Katharinenlinden'. Einst kreuzte hier eine alte Handels- und Heerstraße den Weg.
An der Westernstraße beim Feuerwehrhaus findet sich eine alte Eiche, die sehr zum grünen Bild des Dorfzentrums beiträgt.
Folgende Naturschutzgebiete liegen zum Teil in Thüle:
- NSG Gunnewiesen, insgesamt 238,2 ha, von denen 98,1 ha in Thüle liegen: Geschützt werden soll das Feuchtgebiet mit seinen typischen Tier- und Pflanzenarten. Erhalten werden sollen die charakteristischen Pflanzengesellschaften, besonders der Erlenbruchwald und die Auwaldreste. Für die Fauna werden aufgezählt: Großer Brachvogel, Wiesenpieper, Eisvogel, Uferschnepfe, Rohrweihe, Baumfalke, Steinkauz und Kleinspecht. Für die Flora werden als besonders gefährdet aufgezählt: Trauben-Trespe, Bach-Nelkenwurz, Sumpf-Storchschnabel und Großes Flohkraut.
- NSG Hederaue mit Thüler Moorkomplex, insgesamt 488 ha, von denen 86,2 ha in Thüle liegen: Geschützt werden soll das Niedermoor (Kalkflachmoor) mit seinen typischen Tier und Pflanzenarten. Das Gebiet gilt als landesweit bedeutend. Für die Fauna werden aufgezählt: Sumpfrohrsänger, Großer Brachvogel, Braunkehlchen, Rohrweihe, Säbeldornschnecke, Nordische Moosjungfer und Bekassine. Für die Flora werden aufgezählt: Zweiblatt-Orchidee, Breitblättriges Wollgras, Wenigblütige Sumpfsimse, Sumpf-Stendelwurz, Echtes Fettkraut, Fieberklee, Sumpf-Schwertlilie, Verlängerte Segge, Pfeifengras, Breitblättriges Knabenkraut, Stumpfblütige Simse und Kohldiestel. 13 Arten stehen auf der Roten Liste. Ein Teil dieses Gebiets ist auch als FFH-Gebiet Heder mit Thüler Moorkomplex ausgewiesen.
- NSG Lippeaue IV, Barbruch, insgesamt 78,1 ha, von denen 28,5 ha in Thüle liegen: Ziel ist die Schaffung eines Biotopverbundsystems, um die ökologische Ost-West-Verbindung der Lippe zu erhalten. Auch sollen Hochwässer in den Lippeauen zurückgehalten und versickert werden, die gleichzeitig als Lebensraum für Wat- und Wiesenvögel dienen sollen. Erwähnt werden Großer Brachvogel, Weißstorch und Bach-Nelkenwurz.

Das folgende Vogelschutzgebiet liegt zum Teil in Thüle:
- VSG Hellwegbörde, insgesamt 48.378 ha, von denen 520,1 ha in Thüle liegen: Die alte, durch landwirtschaftliche Nutzflächen geprägte Kulturlandschaft der Hellwegbörde soll als Lebensraum für zahlreiche Vogelarten erhalten bleiben. Für Thüle sind besonders Wiesenweihe, Kiebitz und Feldlerche zu erwähnen.

### Sport
Die Sportanlagen des VfL Thüle 1919 e. V. befinden sich am Stangenweg nördlich des Ortes. Neben dem Sportheim gibt es neben in Thüle 2 Fußballfelder, 1 100-m-Laufbahn und 4 Tennisplätze.
Auch die Mehrzweckhalle im Dorfzentrum dient sportlichen Zwecken. Hinter der Schule befindet sich ein Bolzplatz für Kinder. Ihrer Bewegung dienen auch 4 Spielplätze und der Tischtennistisch auf dem Schulhof.
Die Kegelbahnen des Landgasthaus Lohre werden von vielen Kegelvereinen genutzt. Mit den Brieftaubenliebhabervereinen Schloßtaube und Wiederkehr ist auch der Taubensport im Ort vertreten.
Im Bürgerhaus befindet sich die Schießsportanlage der Schießsportabteilung der St.-Laurentius-Schützenbruderschaft Thüle 1711 e. V. mit 8 Luftgewehrbahnen.
Die Golfanlage des Golfclubs Paderborner Land, ein 27-Loch-Platz befindet sich nordöstlich des Dorfes.
Der MSC Thüle e. V. betreibt im Ort zwar keine Sportanlagen für den Motorsport, brachte aber schon mehrere Deutsche Meister hervor.
Auch andere Vereine, z. B. Fanclubs berühmter Sportvereine, organisieren unregelmäßig sportliche Veranstaltungen.

### Regelmäßige Veranstaltungen
- Ein Büttenabend der Karnevalsabteilung Half un Half findet am Karnevalswochenende statt.
- Das Osterfeuer am Ostersonntag wird von der Freiwilligen Feuerwehr, Löschzug Thüle organisiert.
- Das Dorffest des VfL Thüle 1919 e. V. mit Hobby-Fußballturnier findet zu Christi Himmelfahrt statt.
- Eine Dorfmeisterschaft im Luftgewehrschießen wird zu Jahresanfang von der Schießsportabteilung der St.-Laurentius-Schützenbruderschaft Thüle 1711 e. V. veranstaltet.
- Alle 2 Jahre wird der Schnadgang vom Heimatverein Thüle durchgeführt.
- Im Wechsel mit dem Schnadgang wird eine Thüler Spiel genannte Schnitzeljagd vom Heimatverein Thüle durchgeführt.
- Am 2. Wochenende im Juli findet das Schützenfest der St.-Laurentius-Schützenbruderschaft Thüle 1711 e. V. statt.
- Eine Gelegenheit zum Obstpressen mit Kaffeetrinken organisiert der Landfrauenverein Thüle.
- Die Gedenkveranstaltung am Volkstrauertag wird von der Kameradschaft ehemaliger Soldaten Thüle 1894 e. V. durchgeführt.
- Ende des Jahres findet die Brieftaubenausstellung des Brieftaubenliebhabervereins Schloßtaube statt.
- Informationsveranstaltungen zur Landwirtschaft bietet der Landwirtschaftliche Ortsverband regelmäßig an.
- Veranstaltungen und Aktivitäten zu Flora und Fauna wie Vogelstimmenwanderungen und Nistkästenbau werden regelmäßig vom Heimatverein Thüle organisiert.
- Theateraufführungen und Konzerte sind schon erwähnt.

### Kulinarische Spezialitäten
Aufzuzählen sind hier
- Thüler Püfferkes, eine Kaffeespeise ähnlich den Struwen des Münsterlandes und
- eine Thüler Kartoffelpickertvariante ohne Ei.
- Auch ein besonderes Rezept für Nussplätzchen ist überliefert.
- Für Hochzeiten wurde ein spezieller Birnenwein bereitet.[64]

### Sage
Identitätsstiftend für die Ortsbewohner ist die Thüler Glockensage. Sie ist als niederdeutsches Gedicht in 10 Strophen zu je 6 Versen überliefert, von dem 2 Versionen erhalten sind. Der Teufel tauft eine nicht geweihte Glocke durch Anspucken und treibt zum Namenstag der Glocke regelmäßig sein Unwesen. Als der Pfarrer dagegen vorgeht, fliegen Teufel und Glocke vom Turm und versinken in einem Sumpf im Waldgebiet Glockenpohl nördlich des Ortes. An die Sage erinnert der Glockenbrunnen.

## Wirtschaft und Infrastruktur

### Wirtschaft
Das wirtschaftliche Leben ist in Thüle in erster Linie vom handwerklichen Gewerbe geprägt.

#### Primärer Sektor
Auch vor Thüle hat das Höfesterben nicht halt gemacht:
| Jahr | Vollerwerbsbetriebe | Nebenerwerbsbetriebe |
| ---- | ------------------- | -------------------- |
| 1982 | 31                  | 46                   |
| 2006 | 9                   | 23                   |

| Nutzungsart | Gebäude- und Freifläche Landwirtschaft | Ackerland    | Grünland     | Gartenland | Obstanbau | Betriebsfläche | gesamt        |
| Fläche 2005 | 267.947 m²                             | 7.245.338 m² | 3.454.096 m² | 16.337 m²  | 0 m²      | 179.925 m²     | 10.904.866 m² |

Die Waldfläche belief sich 2005 auf 1.383.178 m².
Besonders zu erwähnen ist der Saatzuchtbetrieb Salzkotten-Thüle der Deutschen Saatveredelung (DSV), aus dem schon viele neue Sorten hervorgegangen sind. Zu nennen ist die weltweit erste Rapssorte der 00-Qualität, d. h. ohne Erucasäure und ohne Senföle, namens Librador. Auch Rapssorten zur Produktion von Biodiesel wurden hier gezüchtet. Der Betrieb bewirtschaftet 110 ha und beschäftigt 16 Mitarbeiter und 16 Auszubildende. Saisonal werden zusätzliche Hilfskräfte beschäftigt.
Kies- und Sandabbau gibt es derzeit nicht, haben aber ihre Spuren in Form eines kleinen Baggersees und einer als Vereins- und Zeltplatz genutzten Senke hinterlassen.

#### Sekundärer Sektor
Der größte verarbeitende Betrieb des Ortes ist die Tortenboden- und Kuchenabfabrik der Firma Audrey Cake mit über 200 Mitarbeitern.
Weitere Betriebe sind das Textilhaus Werner, Fleisch- und Wurstwaren Niggemeier und die Schreinerei Holzgestalten Gerdesmeier.

#### Tertiärer Sektor
- Dienstleistendes Handwerk: Friseur Papenkort-Schmidt
- Handelsunternehmen: Hier sind die Firmen Bakery and Food, Landmaschinen Ewers, die Viehhandlung Brockmann und einige Tierfutter- sowie Getränkehandlungen sowie der Lebensmittelhandel der Bäckerei Niermann zu nennen, die in Thüle einen kleinen Edeka betreibt.
- Bank: Hier ist die Volksbank Brilon-Büren-Salzkotten zu nennen, zu der sich die Spar- und Darlehenskasse Thüle mit anderen Banken zusammengeschlossen hat, und die eine Niederlassung in Thüle betreibt.
- Tourismus: Ort und Feldflur bieten sich ob ihrer Schönheit zu Wanderungen an. Das schöne Dorfzentrum und die zu besichtigende Sankt Laurentius Pfarrkirche sind hier ebenfalls als Faktoren zu nennen. Und auch der Golfplatz des Golfclubs Paderborner Land zieht Gäste an. Zwei Restaurants und ein Gasthaus mit zwei Biergärten laden zum Verweilen ein. Das Gästehaus Fraune und die Vermietung des Vereinsgrundstücks der Heimatbühne Thüle als Zeltplatz ermöglichen Übernachtungen vor Ort. Ein Reisebüro hat sich im Ort angesiedelt.
- Abfallwirtschaft: Seit der Kommunalen Neugliederung ist hier seitens der Öffentlichen Hand die Stadt Salzkotten zuständig. Sonst steht die, etwa 10 Minuten Fahrzeit entfernte, Kreismülldeponie Entsorgungszentrum Alte Schanze in Elsen zur Entsorgung zur Verfügung.

### Medien
Neben den im Artikel Salzkotten beschriebenen Medien sind heutzutage die Webseiten der Vereine und Institutionen, sowie die neuen Sozialen Medien zu nennen, durch die sich auch im ländlichen Raum Absprachen, Informationsvermittlung und Kommunikation vereinfachen.

### Öffentliche Einrichtungen
- Die Freiwillige Feuerwehr, Löschzug Thüle wurde 1926 gegründet. Das Feuerwehrhaus von 1952 wurde zuletzt in den Jahren 2007 bis 2009 renoviert und erweitert. Der Löschzug wird durch einen Förderverein unterstützt.
- Die Breitbandinternetversorgung wurde 2012 eingerichtet.
- Bürgerhaus, Mehrzweckhalle, Sportanlagen und Kinderspielplätze wurden schon an gegebener Stelle erwähnt. Das Bürgerhaus wird durch den Heimatverein Thüle betrieben.
- Wasserversorgung und Abwasserentsorgung werden von der Stadt Salzkotten betrieben, das Strom- und Gasnetz von der Westfalen Weser Energie GmbH & Co. KG.[68]
- Die Postleitzahl des Ortes lautet 33154 und die Telefonvorwahl 05258.

### Bildung
- Der Saatzuchtbetrieb Salzkotten-Thüle der Deutschen Saatveredelung (DSV) ist als private Berufsfachschule für die Ausbildung von Landwirtschaftlich-Technischen Assistenten und Assistentinnen (LTA) staatlich anerkannt.[69]
- Im Ort gibt es eine Grundschule, die Bischof-von-Ketteler-Schule Thüle. Im Schuljahr 2011/2012 wurde die Schule von 92 Kindern besucht.[70] Es besteht die Möglichkeit einer Betreuung nach dem Schulschluss. Die Schule wird durch einen Förderverein unterstützt.
- Der Kindergarten Kunterbunt mit Familienzentrum in städtischer Trägerschaft bereitet die Kinder auf den Schulbesuch vor und bietet auch die Möglichkeit zur Betreuung von unter drei Jahre alten Kindern. Der Kindergarten wird durch einen Förderverein unterstützt.
- Nördlich des Ortes findet sich seit 2009 die Wald- und Wiesen KiTa Regenbogen, ebenfalls mit U3-Betreuung. Träger ist der Verein Kinderstube Regenbogen e. V., der auch die Regenbogen KiTa Salzkotten betreibt.
- Auch die Jugendarbeit von Kirche und Vereinen ist von Bedeutung. Insbesondere Sport und Musik treibende Vereine sind hervorzuheben. Die katholische Pfarrgemeinde Sankt Laurentius Thüle bietet neben den Unternehmungen der Messdiener einen Jugendtreff im Keller der Schule an.

### Verkehr
- Nächster Flughafen ist der Flughafen Paderborn-Lippstadt in Ahden. Er ist etwa 20 Minuten Fahrtzeit mit dem Pkw von Thüle entfernt.[71]
- Bahnanbindung: Die nächsten Bahnhöfe liegen in den Nachbarorten Scharmede und Salzkotten. Beide liegen an der Bahnstrecke Hamm–Warburg und sind etwa 5 Minuten Fahrtzeit von Thüle entfernt. Der nächste Hauptbahnhof befindet sich in Paderborn und ist etwa 20 Minuten Fahrtzeit von Thüle entfernt.[72]
- Busanbindung: Thüle gehört zum Nahverkehrsverbund Paderborn-Höxter, der dem Westfalentarif (WT) angeschlossen ist. Die Stadtbuslinie Sk3 Scharmede-Thüle-Salzkotten bedienen den Ort tagsüber an Werktagen halbstündlich. Auch Busse der Linie 493 auf der Strecke Paderborn–Scharmede–Thüle–Salzkotten(–Geseke) und der Linie 495 auf der Strecke Delbrück–Boke–Thüle–Salzkotten bedienen den Ort.[73]
- Straßenverbindung: Die Landstraße 751 verbindet Thüle mit der B1 (Dortmund–Paderborn–Hameln) und Salzkotten, sowie dem Flughafen Paderborn-Lippstadt im Süden, dem Nachbarort Boke und weiter mit Delbrück und der B64 (Münster–Paderborn–Höxter) im Nordwesten. Die Kreisstraße 32 verbindet Thüle im Osten mit Scharmede, von wo aus eine Verbindung nach Elsen und Paderborn erfolgt, sowie im Südwesten mit Verne, von wo aus eine Verbindung nach Geseke und Lippstadt erfolgt.[74]
- Nächste Autobahnanschlüsse sind die Anschlussstelle Paderborn-Elsen an der A 33 (Osnabrück–Bielefeld–Brilon) und die Anschlussstelle Büren an der A 44 (Aachen–Dortmund–Kassel–Herleshausen).[75]

## Persönlichkeiten

### Söhne und Töchter des Ortes
- Bodo von Alten (1608–1689) war Hofmeister von Carl Gustav, dem Pfalzgrafen bei Rhein, und Diplomat.
- Clemens August von Alten (1719–1762) war kurkölnischer Kämmerer und Münsteraner Offizier.
- Anton Seiters (1806–1866) war Priester, Lehrer und Autor. In der hannoverschen Ständekammer vertrat er mehrere Jahre das Unter-Eichsfeld. 1864 wurde er Hildesheimer Domherr und Generalvikariatsrat.[76]
- Elisabeth Brink (1897–1987) war Gemeindeschwester und wurde 1973 für ihren jahrelangen uneigennützigen Einsatz zur Gesundheitspflege mit der Verdienstmedaille des Verdienstordens der Bundesrepublik Deutschland ausgezeichnet. Nach ihr ist eine Straße benannt.
- Josef Rempe wurde für seine Verdienste als Thüler Ortsvorsteher (1949–1974) und als Kreistagsmitglied am 14. Juni 1976 mit dem Verdienstkreuz am Bande des Verdienstordens der Bundesrepublik Deutschland ausgezeichnet.

### Persönlichkeiten, die in diesem Ort gewirkt haben
- Carl Graf von Alten (1764–1840) war Britischer General, Hannoveraner Feldmarschall, Kriegs- und Außenminister, sowie Besitzer von Haus Thüle, das er als Rückzugsort nutzte.
- Wilderich Freiherr von Ketteler (1809–1873) war Politiker und Gutsbesitzer von Haus Thüle, das er zu einem land- und forstwirtschaftlichen Musterbetrieb entwickelte.
- Wilhelm Emmanuel Freiherr von Ketteler (1811–1877) war Bischof von Mainz und Gründer der Katholischen Arbeitnehmer-Bewegung, der seinen Urlaub regelmäßig bei seinem Bruder in Thüle verbrachte, wo er dessen Wirken unterstützte. Nach ihm ist die örtliche Grundschule benannt.[77]